# Cypripedium plectrochilum
Cypripedium plectrochilum är en orkidéart som beskrevs av Adrien René Franchet. Cypripedium plectrochilum ingår i släktet guckuskor, och familjen orkidéer. Inga underarter finns listade i Catalogue of Life.